# Brittney Griner
Brittney Griner est une joueuse américaine de basket-ball née le 18 octobre 1990 à Houston (Texas).
Au lycée, elle est l'une des jeunes joueuses américaines les plus prometteuses. Elle est également l'une des rares femmes à avoir réalisé des dunks lors de compétitions officielles. Griner remporte l'or olympique lors des Jeux de 2016, 2020 et 2024.
Le 17 février 2022, alors que Brittney Griner part jouer pour l'hiver dans la ligue de basket-ball russe avec le club de Iekaterinbourg, elle est arrêtée à son arrivée à l'aéroport de Moscou-Cheremetievo puis est incarcérée pour détention de cartouches de vapotage contenant de l'huile de cannabis. Une semaine plus tard, la Russie déclenche l'invasion militaire de l'Ukraine. C'est dans ce contexte de vives tensions entre la Russie et les États-Unis qu'elle est condamnée le 4 août à 9 ans de prison pour trafic de drogue. 
Elle fait appel de sa condamnation, appel rejeté par la justice russe le 25 octobre 2022. Le 8 décembre de la même année, elle est libérée en échange du marchand d'armes russe Viktor Bout.

## Débuts de carrière sportive
Joueuse de grand taille, Brittney Yevette Griner mesure 2,06 m pour une envergure de 2,18 m et elle chausse la pointure 54. Elle se fait remarquer au lycée. Elle obtient ainsi le titre de nation's number 1 player. Elle est sélectionnée au 2009 McDonald's All-American Girls basketball team et signe son entrée à l'université Baylor pour la saison 2009-2010.

## Université Baylor

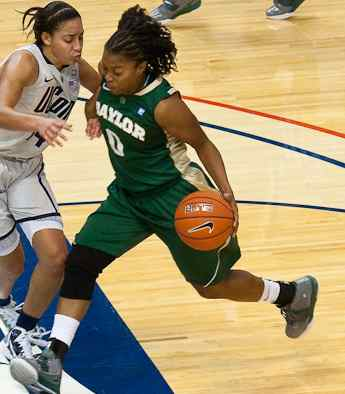
Sa coéquipière Odyssey Sims face aux Huskies.

Dès sa première saison sous le maillot des Lady Bears, le surnom des joueuses de l'université Baylor, Brittney Griner réalise quelques performances marquantes : en novembre, elle devient la septième joueuse de l'histoire de la National Collegiate Athletic Association (NCAA) à réaliser un dunk dans un match universitaire,,. Quelques jours plus tard, le 16 décembre 2009, Griner décroche le premier triple-double de l'histoire de l'université avec 34 points, 13 rebonds, et 11 contres (record de la Big 12 Conference). Ses 34 points et 11 contres sont alors ses records universitaires.
Le 2 janvier 2010, Griner réalise ses deuxième et troisième dunks en universitaire face à Texas State University (99-18), devenant la seconde femme à le faire deux fois dans une même rencontre universitaire. Le 22 mars 2010, Griner établit un nouveau record en tournoi final NCAA avec 14 contres lors de la victoire 49-33 face aux Georgetown Hoyas. Le 29 mars 2010, elle conduit les Lady Bears au Final Four. Lors de la victoire face à Duke (51-48), Griner bloque 9 tirs, battant avec 35 contres sur le tournoi le record de contres détenu jusque-là par Alison Bales avec 30 contres en 2006. Malgré une remarquable moyenne de 6 contres par match, elle est toutefois devancée par la joueuse de troisième année (junior) de St. Mary's Louella Tomlinson (195 contres en saison). Elle est de plus troisième à la marque et au rebond dans sa conférence (18,4 points et 8,5 rebonds), avec trois triple-double, record historique de la Big 12. Le 3 mars 2010, elle est expulsée après avoir frappé au visage une joueuse adverse de Texas Tech, Jordan Barncastle, lui cassant le nez, et avoir essayé de la faire chuter. Sa coach Kim Mulkey lui inflige un match de suspension en plus de celui imposé par la NCAA,.
Lors de la saison suivante, en 2010-2011, Baylor s'incline en Elite Eight, finale régionale soit l'équivalent d'un quart de finale, face à Texas A&M Aggies, futur champion NCAA. Auparavant, Baylor, première de la phase régulière de la conférence, remporte le tournoi de la Big 12 Conference. Sur le plan individuel, ses statistiques sont de 23,0 points, quatrième de NCAA, 7,8 rebonds et 4,6 contres, deuxième de NCAA. Elle réalise un quatrième triple double — 28 points, 10 rebonds, 10 contres — et réalise son meilleur total de points en carrière universitaire avec 40 points. Elle est également récompensée du titre de meilleure joueuse et défenseuse de sa conférence. Elle est également désignée meilleure défenseuse par la Women's Basketball Coaches Association (WBCA) (Defensive Player of the Year by the WBCA).
En 2011-2012, Baylor réalise la saison parfaite avec 40 victoires en 40 rencontres, devenant ainsi la septième équipe féminine de NCAA à terminer la saison invaincue, après Texas en 1986, Tennessee en 1998 et Connecticut, quatre fois en 1995, 2002, 2009 et 2010. Elle est également la première équipe de NCAA à obtenir 40 victoires lors de la même saison. Baylor remporte ainsi le tournoi de la Big 12 Conference puis le deuxième titre de Championnat NCAA féminin de l'histoire de l'université. Lors de celui-ci, Griner est désignée meilleure joueuse du Final Four. Avec 548 contres, elle devient la deuxième joueuse de la NCAA dans cette catégorie statistique. Elle est la première joueuse à cumuler 2 000 points et 500 contres. Ses statistiques sont de 23,2 points, 9,4 rebonds et 5,1 contres, première de NCAA dans cette dernière statistique. Elle est désignée meilleure joueuse de l'année par l'Associated Press, remporte le Wade Trophy, le Naismith College Player of the Year et le titre de WBCA defensive player of the year award . 
En 2012-2013, pour son année senior, elle établit de nouveaux records NCAA en carrière en dunks et en contres. Le 18 février, lors d'une victoire contre les Huskies, elle passe le cap des 3 000 points et devient la huitième joueuse à passer cette barre, la première depuis Maya Moore. 
Face à Kansas State, elle bat son record de points sur une rencontre lors de la victoire de son équipe 90 à 68, avec 50 points à 21 tir sur 28 au tir, dont un dunk. 
En mars 2013, pour sa dernière rencontre à domicile, elle réussit trois dunks dans la même rencontre .
Alors que Baylor est grand favori du Tournoi final NCAA, l'équipe est battue 81 à 82 par les Cardinals de Louisville dès le troisième tour, Griner étant limitée à 14 points (4 sur 10 aux tirs). 
LeBron James dit d'elle : « Ce n'est pas comme si elle attrapait la balle et marquait ou dunkait à chaque action. Elle réussit des turnaround jumpers, des drop-steps par-dessus son épaule gauche ou droite, tirs en suspension, a un bon fadeaway jumper et, en plus, elle dunke. C'est une grande joueuse. »
Bien que figurant parmi les joueuses pré-sélectionnées pour figurer au sein de la sélection américaine pour les Jeux olympiques de Londres, elle décline la sélection, en raison d'un été consacré à ses études et à la maladie d'un proche.

## WNBA
Une nouvelle règle instaurée pour la saison 2013 interdisant de stationner plus de 3 secondes dans la raquette en défense — sauf face à un opposant direct — semble ne pas avoir été prise sans penser à la dissuasion représentée par Brittney Griner. 
Brittney Griner est avec Skylar Diggins l'une des joueuses les plus attendues de la draft WNBA 2013 et est choisie numéro 1 par le Mercury de Phoenix, où elle forme équipe avec Diana Taurasi. Nike signe un contrat avec elle. Pour sa première rencontre, une défaite face au Sky de Chicago, elle inscrit deux dunks, mais son équipe atteint péniblement les plays-offs[réf. nécessaire]. Nommée dans le cinq des meilleures débutantes, elle est dominée dans la quête du titre de rookie de l'année par Elena Delle Donne.
Pour sa seconde saison avec un staff revu, ses statistiques connaissent une nette progression, due aussi à un travail personnel pendant l'inter-saison WNBA. Le 23 juin 2014, elle est nommée pour la première fois joueuse de la semaine (27,5 points et 11,0 rebonds sur deux victoires en deux rencontres), alors que le Mercury est en tête de sa conférence. Le 29 juin 2014, elle bat le record de contres de la WNBA avec 11 réussites, effaçant la marque codétenue jusque-là par Lisa Leslie et Margo Dydek avec une unité de moins, puis cinq journées avant la fin de la saison régulière le record de 114 contres de la même Dydek en 1998. Elle est élue meilleure défenseure de la saison, notamment pour son record à 129 contres sur la saison régulière. Lors de la première rencontre des Finales WNBA (12 points à 6 tirs sur 10, 7 rebonds, 8 contres, 1 passe décisive), la coach du Sky Pokey Chatman déclare : « Ses progrès cette année ont été incroyables. Je ne crois pas que les gens l'apprécient assez. Ils se disent que si tu fais 2,03 m, tu dois savoir tout faire. Elle a réellement évolué dans son jeu cette dernière année. Elle est spéciale. ». Elle remporte avec le Mercury le titre WNBA 2014 face au Sky de Chicago par trois victoires à zéro.

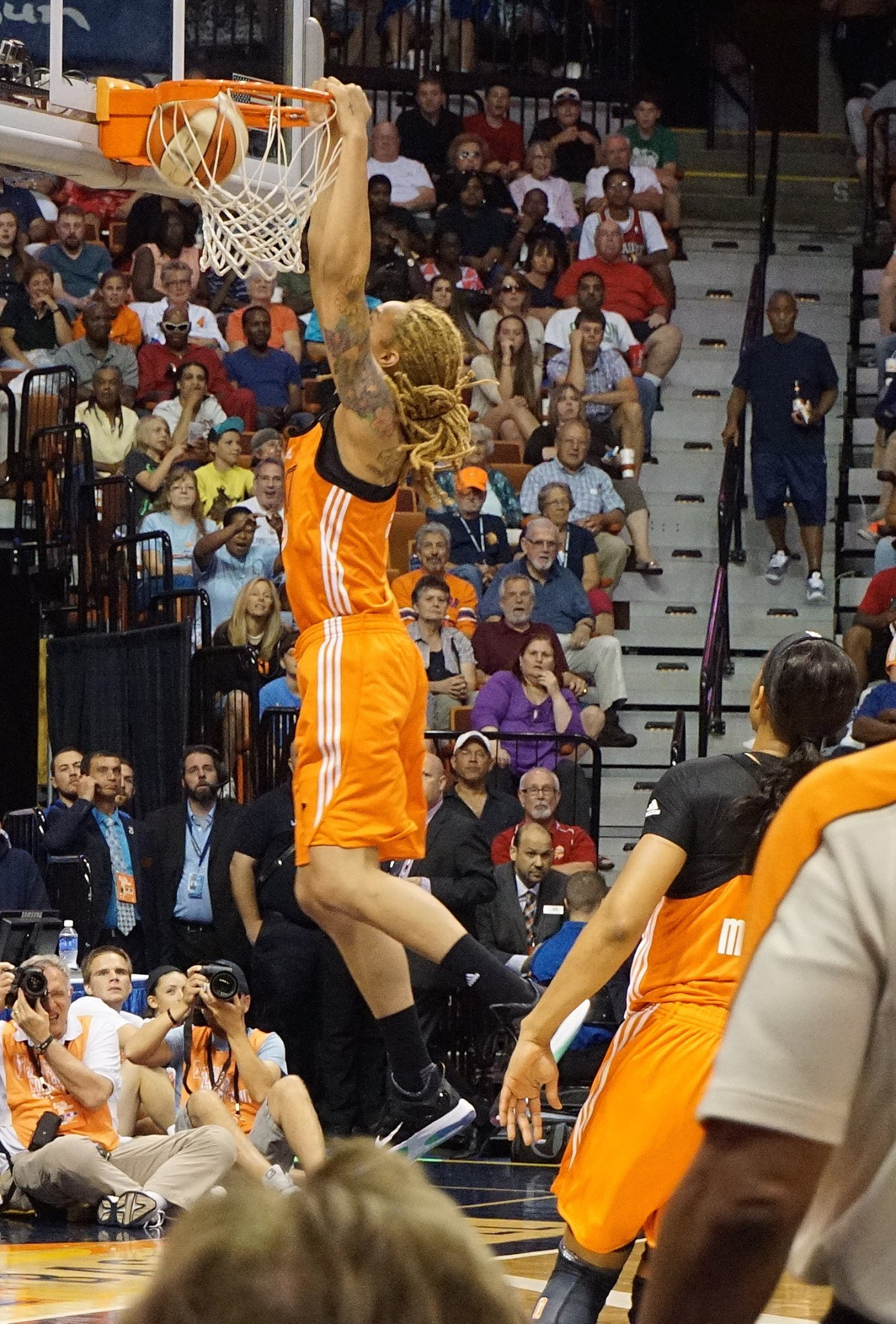
Griner dunke au All-Star Game WNBA 2015.

En 2015, elle obtient début août un premier titre de l'année de meilleure joueuse de la semaine (le troisième de sa carrière) avec 2 succès, dont un face au Lyn pointx, pour une seule défaite face au Sky. Elle est leader de sa conférence aux rebonds (13,0) et quatrième pour l'adresse aux tirs (62,9 %) pour 17,3 points (5e de la ligue). Avec 279 contres, elle établit un nouveau record de la franchise en 76 rencontres, surpassant les 271 de Diana Taurasi qui avait eu besoin pour cela de 334 matches.
Atout majeur du Mercury (20 victoires - 10 défaites), Griner et ses 15,1 points par rencontre est élue meilleure défenseure de la saison pour la seconde année consécutive, devenant la première joueuse à remporter ce titre deux fois consécutives depuis Tamika Catchings en 2009 et 2010. Elle établit un nouveau record historique de 4,04 contres par rencontre, bloquant 105 shots en 26 matches, complété par une moyenne de 6,42 rebonds défensifs par rencontre. Lors de la première rencontre du premier tour face au Shock de Tulsa, elle établit un nouveau record des play-offs de 11 contres le 17 septembre 2015 battant son précédent record de post-saison qu'elle détenait depuis le 7 septembre 2014 avec 8 contres, démontrant ainsi de nouveau des qualités reconnues par son second titre de meilleure défenseure de l'année.
Après douze rencontres de la saison WNBA 2016, ses statistiques sont 12,6 points et 6,3 rebonds au sein d'une équipe du Mercury au bilan négatif malgré le retour de Penny Taylor et Diana Taurasi. Le 3 septembre, elle réussit son premier dunk de la saison, le huitième de sa carrière WNBA, sur une passe aveugle de Diana Taurasi face au Sun du Connecticut. Malgré ses 29 points, meilleure performance personnelle de la saison, le Sun l'emporte 87 à 74.
En 2017, avec 21,9 points et 2,50 contres, elle est la première joueuse à devenir à la fois meilleure marqueuse et meilleure « contreuse » de la saison.
En juin 2018, elle est nommée pour la sixième fois meilleure joueuse de la semaine en WNBA. Sur cette période marquée par trois victoires du Mercury, elle est la deuxième marqueuse et quatrième rebondeuse de la conférence Ouest (23,0 points avec une adresse de 63,6 %, et 9,7 rebonds), et meilleure contreuse de la ligue avec 4,0 tirs bloqués par rencontre. Première aux contres (2,56) pour la 6e fois consécutive, sixième aux points (20,5), huitième aux rebonds (7,7), elle est élue dans le second meilleur cinq de la WNBA.

## WCBA et UMMC Iekaterinbourg
Avant ses débuts en WNBA, Brittney Griner s'engage dans le championnat chinois (WCBA) pour la saison 2013-2014 avec Zhejiang Far East. En février 2014, elle est élue meilleure joueuse du All-Star Game chinois avec 25 points, 9 rebonds et quatre dunks. Elle profite de cette expérience pour peaufiner son jeu avec l'aide d'un coach particulier, Dean Demopoulos. Ainsi « des choses comme garder un regard haut. De nombreuses fois, je fais un mouvement [de pivot] alors que mes yeux ne sont pas fixés sur le cercle. Il faut garder les yeux fixés sur la cible. » De retour en WNBA, elle continue ce travail individuel avec l'entraîneur Olaf Lange, le mari de la coach du Mercury Sandy Brondello.
Pour la saison suivante, elle succède à Liz Cambage (qu'elle avait déjà remplacée en 2013-2014 à Zhejiang avec 24,1 points et 10,3 rebonds pour un revenu estimé à 600 000 dollars) au Beijing Great Wall. Avec Beijing Great Wall, ses statistiques sont de 21,8 points et 8,3 rebonds.
Pour 2015-2016, elle rejoint le continent européen au club russe UMMC Iekaterinbourg qui remporte son troisième titre face à Orenburg.

## Équipe nationale
Brittney Griner figure dans la présélection pour le championnat du monde 2014. Blessée à l’œil pendant les Finales WNBA, sa participation au Mondial est un temps incertaine avant d'être confirmée. Lors de la première rencontre face à la Chine, elle inscrit le premier dunk recensé d'un championnat du monde féminin.
Elle fait partie des douze sélectionnées pour le tournoi olympique de 2016.
Elle est membre de la sélection américaine qui remporte la Coupe du monde 2018 en enchaînant six rencontres sans défaite en Espagne. Avec 15 points, 2 contres et une bonne défense sur l'Australienne Liz Cambage, elle est nommée meilleure joueuse de la finale.
Elle fait partie des douze sélectionnées pour le tournoi olympique de 2020, disputé en 2021 en raison de la pandémie de Covid-19, qui remporte la médaille d'or.

## Vie privée
Avant la draft, Brittney Griner annonce qu’elle est lesbienne. En août 2013, elle rend publique sa relation avec la joueuse du Shock de Tulsa Glory Johnson. En avril 2014, elles s'accusent mutuellement de violence conjugale, Griner plaidant coupable, avant de suivre toutes deux une médiation conjugale. Les deux joueuses sont suspendues pour les sept premières rencontres de la saison 2015 par la WNBA. Elles se marient en Arizona en mai 2015. Le 6 juin 2015, Brittney Griner annonce avoir demandé le divorce après 29 jours de mariage et 2 jours après l'annonce de la grossesse de son épouse. Le divorce est officialisé en juin 2016.
En 2015, elle pose nue pour le magazine d’ESPN The Body Issue dans des poses plus expressives que lascives. Elle revendique une identité souvent décrite androgyne : « On me traite de garçon tout le temps (...) Honnêtement, j’aime que mon corps soit unique (...) Je n’aime pas les étiquettes. Mais les rôles de genre sont inculqués dès l’enfance. On me disait que je devais choisir entre féminin et masculin mais moi, j’avais en quelque sorte envie d’être les deux, parce que c’est ce que je suis. »
En août 2018, Griner se fiance avec Cherelle Watson, une ancienne étudiante de Baylor et diplômée en mai 2022 de la North Carolina Central University of Law. Mariées depuis juin 2019, Cherelle s'investit pour la libération de son épouse,.

## Incarcération en Russie

### Arrestation et détention provisoire
Le 17 février 2022, alors que Brittney Griner partait jouer pour l'hiver dans la ligue de basket-ball russe, elle est arrêtée à son arrivée à l'aéroport de Moscou-Cheremetievo après avoir été repérée par un chien de détection de stupéfiants. Le service fédéral des douanes russes affirme avoir trouvé dans ses bagages des cartouches de vapotage illégales contenant de l'huile de cannabis. Brittney Griner est immédiatement incarcérée. 
Un mois plus tard, une cour russe prolonge sa détention provisoire de soixante jours supplémentaires. Elle encourt une peine de dix années de prison dans une «colonie pénitentiaire» en Russie, dans un contexte de tensions internationales accrues entre la Russie et l'Occident. Peu après son arrestation, la Russie envahit l'Ukraine et la situation diplomatique se tend encore plus,. Le 14 juin suivant, sa détention est prolongée jusqu'au 2 juillet. Des représentants au Congrès des États-Unis se mobilisent pour tenter de rapatrier Griner,. 

### Procès et transfert dans une colonie pénitentiaire
Son procès s'ouvre début juillet et elle écrit une lettre publique au président américain Joe Biden. Lors de la deuxième journée de son procès, elle reconnait les faits et plaide coupable tout en niant toute intention de commettre un crime,. Le 1er août, le secrétaire d'État Antony Blinken déclare que les Américains ont formulé « une offre substantielle » à la Russie pour obtenir la libération de Brittney Griner et de l'ancien marine Paul Whelan, également détenu, en échange du trafiquant d'armes russe Viktor Bout, incarcéré aux États-Unis,. Le 4 août, elle est condamnée à 9 ans de prison et à un million de roubles d’amende (environ 16 000 euros) par un tribunal russe pour trafic de drogue. Après l’énoncé du verdict, le président américain Joe Biden a jugé « inacceptable » la condamnation de la sportive et demande sa libération,. 
Elle fait appel de sa condamnation,. Son procès en appel est ouvert le mardi 25 octobre 2022 à 11h, heure locale. La justice russe rejette l’appel de la décision prise en août. Le 9 novembre, ses avocats, Maria Blagovolina et Alexandre Boïkov, annoncent son transfert le 4 novembre précédent dans la colonie pénitentiaire no 2 de Iavas, une colonie pénitentiaire russe (équivalent d'un camp de travail) située en Mordovie, en précisant ne pas connaître laquelle. Le 17 novembre suivant, ils annoncent que Griner est détenue dans la colonie pénitentiaire IK-2, en Mordovie, où les établissements pénitentiaires sont réputés pour être parmi les plus durs et les plus controversés du pays, notamment en raison des mauvais traitements infligés aux personnes incarcérées,. 

### Libération
En prison aux États-Unis depuis 10 ans, alors qu'il purgeait une peine de vingt-cinq ans, le trafiquant d'armes russe Viktor Bout est libéré le 8 décembre 2022, dans le cadre d’un échange de prisonniers, à Abou Dabi contre la basketteuse américaine, emprisonnée depuis plusieurs mois en Russie pour détention de cartouches de vapotage contenant de l'huile de cannabis,,,.

## Palmarès et distinctions

### Équipe nationale
- Médaille d’or du Championnat du monde 2014[88] et à la Coupe du monde 2018[54]
- Médaille d'or aux Jeux olympiques de 2016 à Rio de Janeiro[89]
- Médaille d'or aux Jeux olympiques de 2020 à Tokyo[55]
- Médaille d'or aux Jeux olympiques de 2024 à Paris[90]

### En club
- Championne WNBA 2014[36]
- Championne de Russie 2016
- Championne de Russie 2017
- Championne de Russie 2018
- Championne de Russie 2019
- Championne de Russie 2020
- Vainqueur de l'Euroligue féminine de basket-ball 2015-2016
- Vainqueur de l'Euroligue féminine de basket-ball 2017-2018
- Vainqueur de l'Euroligue féminine de basket-ball 2018-2019
- Vainqueur de l'Euroligue féminine de basket-ball 2020-2021

#### Université
- Championne NCAA 2012

### Distinctions personnelles

#### WNBA
- WNBA All-Rookie Team 2013[91]
- Sélection aux WNBA All-Star Game 2014[92], 2015[93], 2017[94], 2018[95] et 2019[96].
- Meilleure défenseure de la saison 2014[34]
- Meilleur cinq de la WNBA : 2014
- Meilleur cinq défensif de la WNBA 2014, 2015 et 2018[97].
- Second cinq défensif de la WNBA 2016[98], 2017[99].
- Second meilleur cinq de la WNBA (2017[42], 2018[44])

#### Université
- 2x Ann Meyers Drysdale Player of the Year en 2012 et 2013

### Records
Elle détient le record WNBA des contres sur un match (11 le 29 juin 2014) et sur une saison (129 en 2014). Avec 8 contres réussis, dont 5 dans le premier quart-temps le 7 septembre 2014 lors de la première manche des Finales WNBA 2014 face au Sky de Chicago, Brittney Griner établit un nouveau record de contres dans un match des Finales WNBA et dans un quart-temps de match des Finales WNBA.